# Walt Disney

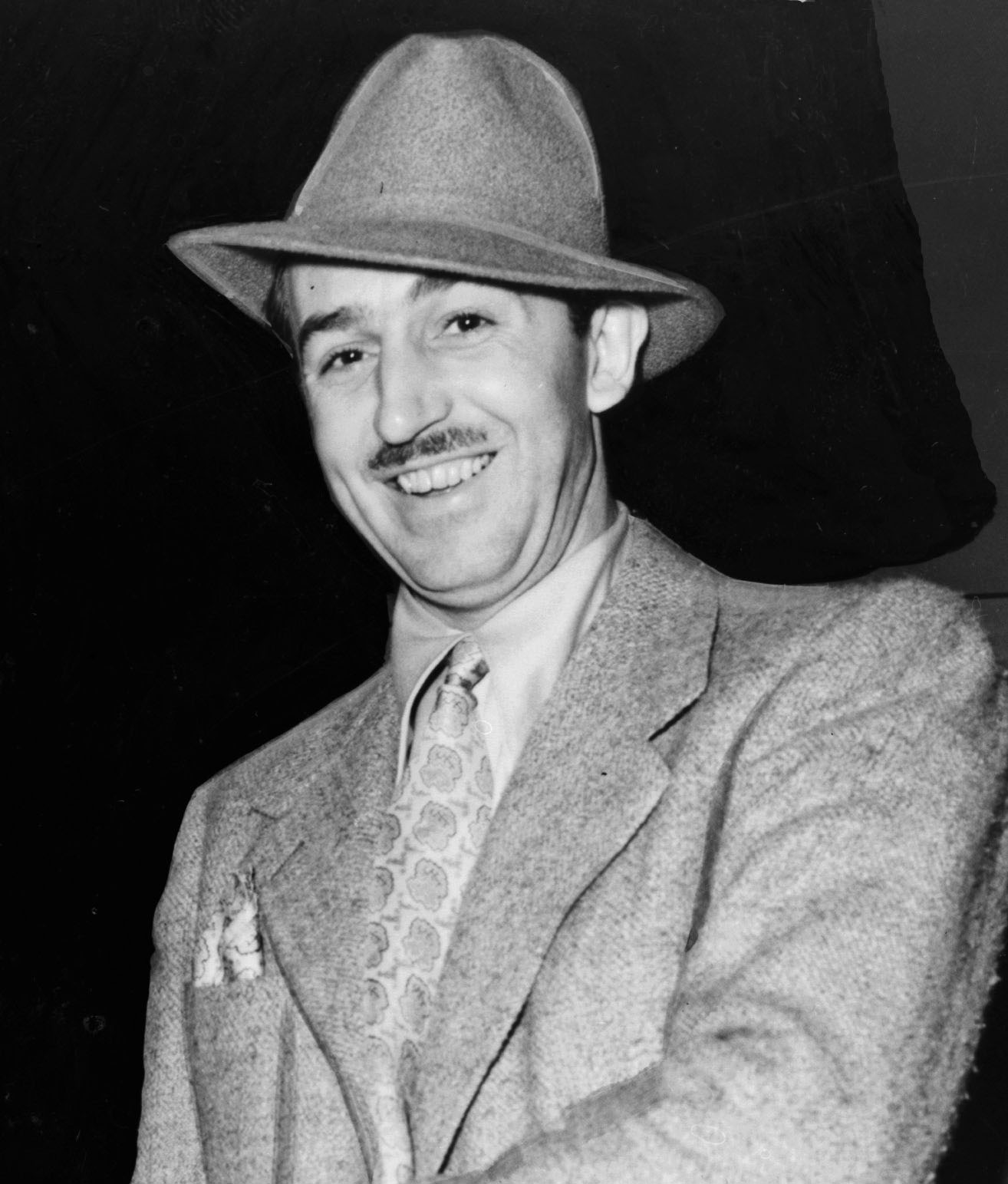
Walt Disney (1938)

Walter Elias „Walt“ Disney (* 5. Dezember 1901 in Chicago, Illinois; † 15. Dezember 1966 in Burbank, Kalifornien) war ein US-amerikanischer Trickfilmzeichner und Filmproduzent und eine der prägendsten und meistgeehrten Persönlichkeiten der Filmbranche des 20. Jahrhunderts.
Disney begann in den frühen 1920er Jahren mit seinem ersten Trickfilmstudio in Kansas City kurze Werbefilme und Cartoons zu produzieren, ehe er 1923 nach Hollywood ging und dort mit seinem Bruder Roy O. Disney die Walt Disney Company gründete. Nach weiteren Kurzfilmen, die sich auch der Mischung aus Trickfilm und Realfilm bedienten, folgte 1928 die Erfindung von Micky Maus, mit der Walt Disney innerhalb weniger Jahre zu einem der weltweit bekanntesten und erfolgreichsten Filmproduzenten wurde. In den 1930er Jahren entwickelte er den Zeichentrickfilm mit seinem Studio stets weiter, beispielsweise durch Ergänzung um Ton und Farbe, um schließlich 1937 mit Schneewittchen und die sieben Zwerge den ersten abendfüllenden Zeichentrickfilm zu veröffentlichen, der heute als Meilenstein der Filmgeschichte gilt. Weitere dieser Filme wie Pinocchio (1940), Bambi (1942), Cinderella (1950) oder Dornröschen (1959) zählen ebenfalls zu den populärsten Werken des Zeichentrickgenres.
Im Laufe seiner Karriere entwickelte sich Walt Disney vom einfallsreichen Ideenfinder, der den Zeichentrickfilm perfektionieren wollte, zum beliebtesten Filmemacher Amerikas und zum „Märchenonkel der Nation“. Seine Filme waren bei einem breiten Publikum aller Altersgruppen beliebt und die von ihm erfundenen Cartoonfiguren Donald Duck, Pluto und andere wurden zu Kultfiguren der Unterhaltungsbranche. Mit dem 1955 eröffneten Vergnügungspark Disneyland erfüllte sich Walt Disney einen Lebenstraum und schuf den Beginn einer Reihe weiterer Disney-Parks auf der ganzen Welt. Zudem nutzte er als einer der ersten Filmproduzenten das aufkommende Fernsehen in den 1950er Jahren für die Präsentation neuer Filme und Serien sowie zur Werbung für die Werke seines Studios. Disney wurde mit insgesamt 26 Oscars ausgezeichnet, was bis heute unerreicht ist. Auch nach seinem Tod produzierten die Disney-Studios zahlreiche erfolgreiche Filme und Serien; der Name „Disney“ wurde zur international bekannten Marke für eine umfassende Auswahl an Produkten der Unterhaltungsindustrie.

## Leben

### Familie, Kindheit und Jugend
Walter Elias Disney war das vierte von fünf Kindern des Bauunternehmers Elias Disney (1859–1941) und dessen Frau Flora Call (1868–1938). Sein Vater war Kanadier aus einer Familie irischer Herkunft, die deutschamerikanische Mutter stammte aus Ohio; sie hatten 1888 in Florida geheiratet, wo Elias Disney eine Zitrusplantage betrieb. Der Name Disney selbst stammt ursprünglich aus Isigny-sur-Mer in Frankreich, seine dortigen adligen Vorfahren hießen d'Isigny oder Deisigni. Nach einem wirtschaftlichen Misserfolg und der Geburt der ersten zwei Söhne Herbert und Raymond Disney zog die Familie nach Chicago, Illinois, wo Elias eine Stelle als Zimmermann annahm. Nach der Geburt von Roy, Walt und Ruth Disney übersiedelte die Familie 1906 nach Marceline (Missouri), wo sie eine erstandene Farm bewohnte und betrieb. Zu dieser Zeit entwickelte Walt zum ersten Mal Interesse am Zeichnen, nachdem er von einer Tante einen Zeichenblock geschenkt bekam. Da auch diese Farm mit dem Anbau von Obst bewirtschaftet wurde und der Obstmarkt einige Jahre später einbrach, musste Elias Disney die Farm 1910 verkaufen. Mit dem Erlös von 6000 Dollar kaufte er in Kansas City (Missouri) eine Zeitungsfirma, den Kansas City Star.
Um die Zeitungen an die Kunden zu liefern, hielt Elias Disney seine Söhne Roy und Walt zur Arbeit an. Sie mussten selbst im tiefsten Winter bei Temperaturen von bis zu −30 °C bereits um halb vier Uhr früh Zeitungen in der ganzen Stadt austragen und erhielten weder einen Lohn noch Taschengeld dafür. Um trotzdem etwas Geld zu verdienen, nahm Walt bereits in jungen Jahren mehrere kleine Nebenjobs an. So trat er 1914 unter anderem mit seinem Freund Walt Pfeiffer als Amateurkabarettist für zwei Dollar pro Abend auf. 1916 verkaufte sein Vater wiederum die Zeitung und siedelte erneut nach Chicago um, wo er in eine Marmeladenfabrik investierte. Walt blieb vorerst in Kansas City, um das Schuljahr zu beenden, und nahm das erste Mal Kunstunterricht an der ortsansässigen Kunstschule. Nebenbei arbeitete er als Limonaden- und Süßigkeitenverkäufer bei der Eisenbahn, ehe er im Herbst 1916 seiner Familie nach Chicago folgte. Auch dort hatte Walt zahlreiche Nebenjobs und besuchte dreimal pro Woche Kurse an der Kunstakademie, für die sein Vater bezahlte.
Angespornt durch den Dienst seines Bruders Roy bei der US-Armee im Ersten Weltkrieg, wollte auch Walt beim Militär dienen, wurde allerdings als zu jung abgewiesen. Ein Jahr später meldete er sich freiwillig als Fahrer für das Rote Kreuz in Frankreich, wo er über den Winter 1918/1919 als Ambulanzfahrer eingesetzt wurde. Auch hier verdiente er nebenbei einiges durch selbst angefertigte Zeichnungen und bemalte Jacken. Im Herbst 1919 kehrte Walt Disney mit dem Entschluss, Zeichenkünstler zu werden, in die Vereinigten Staaten zurück. Er ließ sich erneut in Kansas City nieder, wo auch sein Bruder Roy zu dieser Zeit lebte, und nahm einige Stellen als Zeichner in verschiedenen Zeitungen und Studios an. Bei einem dieser Jobs lernte er Ub Iwerks, einen Trickfilmzeichner und -techniker, kennen, mit dem er sich Anfang 1920 mit einem eigenen Zeichenstudio selbständig machte.

### Anfänge des Zeichenstudios

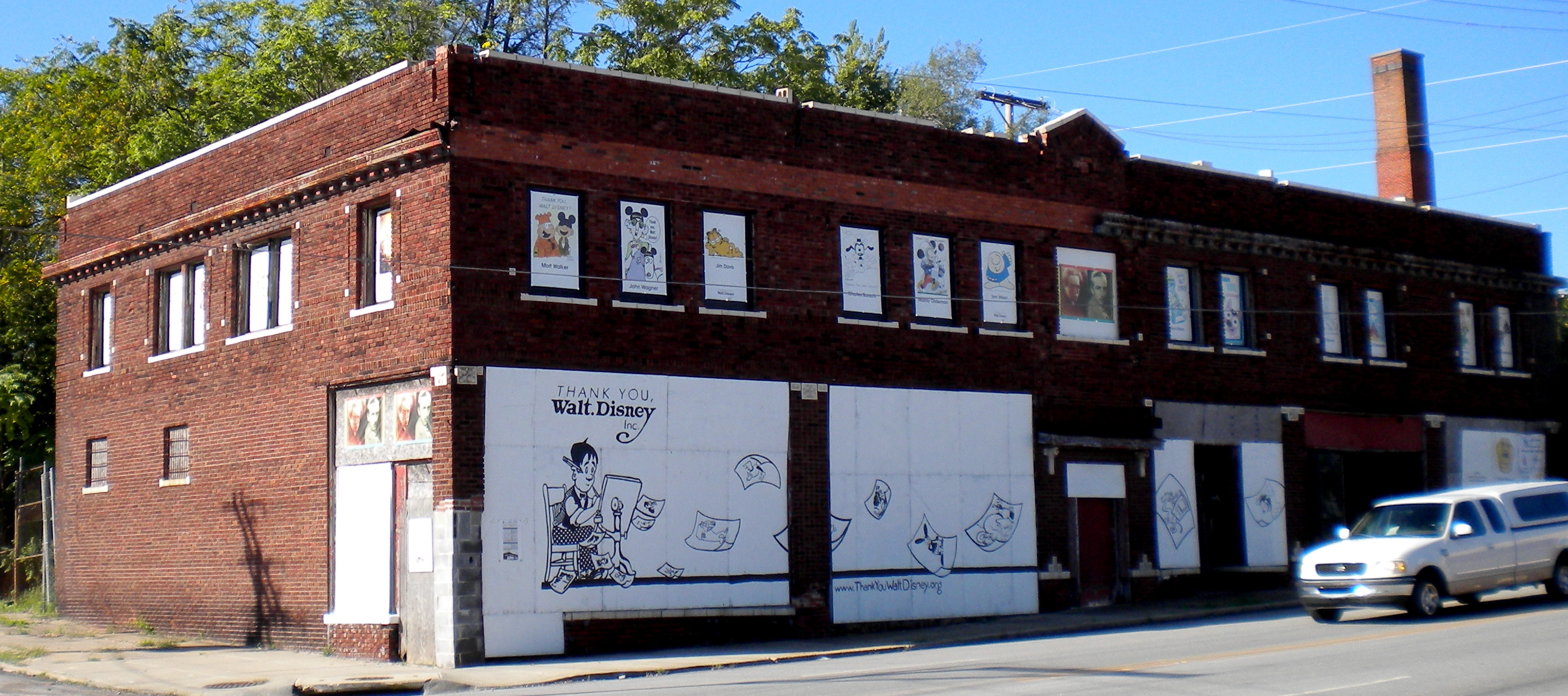
Das Gebäude, in dem sich Disneys erstes eigenes Filmstudio befand (2010 aufgenommen).

Mit einem Startkapital von 250 Dollar kauften Disney und Iwerks die notwendige Ausstattung und mieteten ein kleines Büro als Studio. Sie begannen kurze Werbefilme für Unternehmen zu zeichnen, bis Disney kurze Zeit später eine Anstellung in einer Werbeagentur bekam und Iwerks kurz darauf ebenfalls dort anfing. Da Disney den Anspruch hatte, den Zeichentrickfilm qualitativ zu verbessern, experimentierte er nebenbei stets damit, las Bücher über Film- und Bewegungsabläufe, entwickelte Ideen und fertigte eigene Entwürfe an. Seine ersten Cartoons, die er “Laugh-o-Grams” nannte und die in den Kinos von Kansas City als Vorfilme liefen, ermutigten ihn dazu, wieder in die Selbständigkeit zu gehen. So ließ er seine Firma, die er ebenfalls “Laugh-O-Gram” nannte, am 23. Mai 1920 offiziell eintragen.
In den folgenden Jahren produzierte das Studio einige Kurzfilme, u. a. nach Vorlagen wie Die Bremer Stadtmusikanten, Rotkäppchen oder Aschenputtel, die zwar verkauft wurden, allerdings nicht genügend Gewinn einbrachten. Auch die Stummfilme Alice’s Wonderland, welche die Kinderschauspielerin Virginia Davis in einem animierten Cartoonland zeigen, konnten die Firma nicht vor der Pleite retten. Nach einigen prekären Monaten, in denen Disney von seinem Bruder Roy finanziell unterstützt wurde und sich mit gelegentlichen Aufträgen über Wasser hielt, fasste er den Entschluss, nach Los Angeles zu ziehen und dort sein Unternehmen neu aufzuziehen. Für die Zugfahrt verkaufte er seine Kamera und reiste mit nur 40 Dollar in der Tasche nach Kalifornien.

### Hollywood und Durchbruch

Donald Duck ist eine der bekanntesten Figuren der Disney-Studios

Die ersten Wochen nach seiner Ankunft an der Westküste wohnte Disney bei einem Onkel und versuchte, seine Filme aus Kansas City diversen Filmvermietern anzubieten. Schließlich gelang es ihm, die Idee der Laugh-O-Gram-Filme dem Besitzer einer Kinokette zu verkaufen, der folgend eine ganze Serie davon bestellte. Kurz darauf interessierte sich die New Yorker Filmvermietung M.J. Winkler für die Alice-Filme und bot Disney 1.500 Dollar pro neuer Filmrolle an. Für die Produktion lieh sich Walt Disney erneut Geld von seinem Bruder Roy und diversen anderen Verwandten und mietete ein kleines Büro für 35 Dollar im Monat. Der Vertrag mit M.J. Winkler über zwölf Alice-Filme wurde am 16. Oktober 1923 unterzeichnet – dieser Tag gilt gleichzeitig als Gründung der Walt Disney Company.
Für die besagte Filmreihe Alice in Cartoonland übernahm Walt Disney persönlich sämtliche Arbeiten (Regie, Kameraführung, Zeichentrick) und investierte die Einkünfte stets in die Produktion des nachfolgenden Films. Dabei legte er großen Wert auf fortlaufende technische und qualitative Verbesserung der Filme; eine Eigenschaft, die auch zukünftig sein künstlerisches Schaffen als Filmproduzent prägen sollte. Im Juli 1924 zog auch Ub Iwerks von Kansas City nach Hollywood, um bei Walt Disney einzusteigen. Der Erfolg der Alice-Filme zeigte sich insbesondere ab der 7. Folge im selben Jahr, sodass der Vertrag mit M.J. Winkler gegen Mitte der 1920er Jahre noch zweimal verlängert wurde. Von dem Gewinn wurde ein neues, größeres Studio gebaut und Zeichner angestellt. Am 13. Juli 1925 heirateten Walt Disney und Lillian Marie Bounds (1899–1997) in Lewiston, Idaho. Das Paar hatte ein leibliches Kind, Diane Marie Disney (1933–2013), und die adoptierte Tochter Sharon Mae Disney (1936–1993).
1926 gab Disney die Zeichnerei auf und überließ Iwerks die Konzeption seiner Figuren, während er selbst Ideen einbrachte und die kreative Koordination übernahm. Nach etwa 60 Alice-Filmen bis 1927 hatte die Reihe an Reiz verloren und man suchte nach neuen Figuren. Die neue Filmreihe Oswald der lustige Hase gilt als Vorläufer von Micky Maus und wurde so erfolgreich, dass Disney mit der Filmvermietungsfirma in New York einen höheren Abnahmepreis verhandeln wollte. Der zuständige Vertreter Charles Mintz ließ sich darauf allerdings nicht ein und hatte bereits im Vorfeld einige Mitarbeiter der Disney Studios bei sich unter Vertrag genommen. Falls Disney auf sein deutlich niedrigeres Angebot nicht einginge, würde er die Oswald-Filme allein weiterproduzieren lassen. Aufgrund der damals gängigen Praxis der Filmvermieter, sämtliche Rechte an Filmreihen zu übernehmen, unterlag Disney in den Verhandlungen und es kam zum Bruch zwischen diesem und Mintz.
Auf der Rückreise von New York nach Los Angeles erfand Disney die Figur Micky Maus, die bis April 1928 studiointern „finalisiert“, also konkret gestaltet wurde. Ursprünglich wollte er sie „Mortimer the Mouse“ nennen, ehe seine Frau den Namen „Mickey Mouse“ vorschlug. Walt Disney entwarf dabei Persönlichkeit und Charakter der Figur, während Ub Iwerks sie visuell umsetzte. So wurde auch der erste Micky-Maus-Film Plane Crazy vollständig von Iwerks gezeichnet und hatte am 15. Mai 1928 Premiere. Als 1927 mit Der Jazzsänger der erste Tonfilm der Filmgeschichte erschienen war, ermutigte dies Walt Disney, dem Zeichentrickgenre neue Aspekte hinzuzufügen und seine neueste Produktion aufzuwerten, indem er die gezeichneten Bilder mit Ton- und Musikeffekten ergänzte. Die Suche nach einer Filmvermietung gestaltete sich zu Anfang schwierig, da die meisten auf einer Rechteübertragung an der Figur bestanden, was für Disney ausgeschlossen war. Letztendlich fand er mit Pat Powers einen Vermieter, der die Micky-Maus-Filme unabhängigen und kleineren Kinos anbot. So feierte im November 1928 Steamboat Willie in New York Premiere, in dem auch Minni Maus und Kater Karlo ihre erste Rolle spielten. Die Kritiken waren nahezu ausnahmslos positiv und das Publikum nahm Micky Maus mit Freude auf.
Angespornt durch den Erfolg der ersten Micky-Maus-Tonfilme schuf Disney die neue Zeichentrick-Filmreihe Silly Symphonies, in der neue Animationstechniken in Zusammenhang mit Musik- und Toneffekten ausprobiert wurden. Binnen weniger Jahre wurde Micky Maus weltweit bekannt und Disney zu einem der erfolgreichsten Filmproduzenten. Im Laufe der 1930er Jahre wurden insgesamt 90 Micky-Maus-Filme gedreht, allerdings wurde die Figur laut Disney mit der Zeit zum „Problemkind“, da das Publikum von der enorm populären Figur zunehmend erwartete, lieb und artig zu bleiben. Es mussten neue Figuren gefunden werden, die in ihren Darstellungsmöglichkeiten wieder flexibler waren. 1934 hatte Donald Duck im Silly-Symphony-Film Die kluge kleine Henne seinen ersten Auftritt. Weitere populäre und von Walt Disney erfundene Figuren waren Goofy, Pluto und Daisy Duck.

### Die „goldenen“ Jahre der Disney-Studios
Bereits in seinen Anfangsjahren als Filmproduzent war Walt Disney bestrebt, dem Zeichentrickfilm immer neue Aspekte hinzuzufügen und das Filmgenre weiterzuentwickeln, zu perfektionieren und populär zu machen. Als Pionier des Zeichentrickfilms in den späten 1920er und frühen 1930er Jahren verfolgte er diese Ziele weiter und versuchte, sich jede technische Neuerung für seine Filme zu Nutze zu machen. So veröffentlichte er 1932 mit dem Trickfilm Von Blumen und Bäumen den ersten Technicolor-Film mit natürlicher wirkenden Farben, was ihm im selben Jahr einen seiner ersten Oscars einbrachte. Disney hatte sich das Alleinverwendungsrecht am Technicolor-Verfahren bis 1935 gesichert. Er scheute keine Kosten, um die Filme präziser, detailgetreuer und aufwändiger zu produzieren. So kostete der nur siebenminütige Kurzfilm The Band Concert (1935) in Farbe rund 88.000 Dollar und war damit der teuerste Trickfilm bis dahin.
In der Zeit der Great Depression lieferten die Disney Studios amüsante Filme für jedermann, die die Menschen ihre Sorgen des Alltags vorübergehend vergessen ließen. Allerdings hatten die teuren Produktionen auch zur Folge, dass sich der Gewinn der Filme deutlich in Grenzen hielt. Zwar wurden die Kosten meistens wieder eingespielt, die Erträge der Firma lukrierte man aber durch eine umfangreiche Auswahl an Merchandising der Disney-Figuren, vor allem Micky Maus. Die Erfindung der Synchronisation in der Mitte der 1930er Jahre ermöglichte es, dass die Filme u. a. ins Deutsche, Französische und Spanische übersetzt werden konnten und so auch auf internationalen Filmmärkten immer populärer wurden. Disneys Filme wurden zuerst von United Artists in die Kinos gebracht. Das Vermietungsunternehmen ließ den Filmemacher aber nach Differenzen zu RKO Pictures wechseln und konnte daher nicht an den kommerziellen Erfolgen der folgenden Produktionen teilhaben.

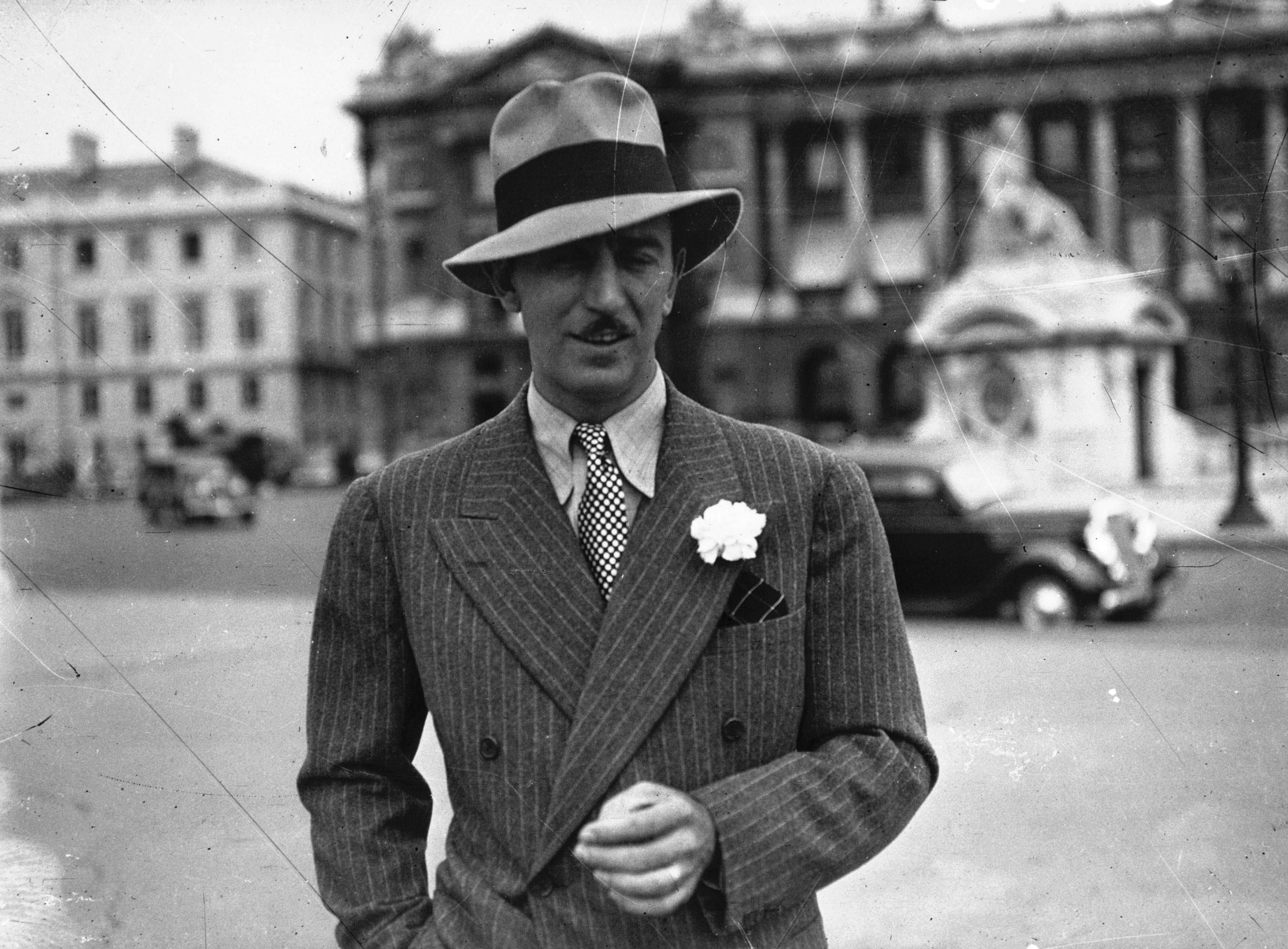
Walt Disney 1935 in Paris

Um 1935 waren die Disney Studios in Hollywood ein millionenschweres Unternehmen und das größte Filmstudio ihrer Art. Dennoch wollte Disney den Zeichentrickfilm noch weiterentwickeln, sowohl aus künstlerischen als auch aus kommerziellen Gründen. So gab es bereits Mitte 1934 Gerüchte, Walt Disney plane die Produktion eines abendfüllenden Zeichentrickfilms. Auf einer Reise mit seinem Bruder Roy, der nunmehr die Finanzen des Unternehmens leitete, 1935 nach Europa sah Disney in Paris eine Zusammenstellung mehrerer seiner Kurzfilme zu einem abendfüllenden Programm, was seinen Entschluss für das Projekt nochmals festigte. In seiner Jugend hatte er den Stummfilm Snow White mit Marguerite Clark in der Hauptrolle gesehen und seither an Märchen Gefallen gefunden, was sich auch in frühen Filmadaptionen seines Studios gezeigt hatte. Für die nun anstehende Produktion kalkulierte Disney 250.000 Dollar Kosten und eine Produktionszeit von 18 Monaten bis zur Fertigstellung.
Das Projekt stellte alles bisher Dagewesene in den Schatten. Walt Disney war ungemein enthusiastisch und konzentrierte beinahe sein gesamtes Personal auf die Arbeit an Schneewittchen. Er überwachte den Film bis ins kleinste Detail; jede Szene, jede Kameraeinstellung und jeder Schnitt wurde mit ihm besprochen und musste von ihm genehmigt werden. Der im Laufe der Produktion aufkommende Einsatz der Multiplan-Kamera konnte folglich nur für noch nicht gefilmte Szenen genutzt werden, obgleich Disney am liebsten den ganzen Film noch einmal mit dieser Technik aufgenommen hätte. Auch wies er seine Zeichner an, nicht zufriedenstellende Ergebnisse zu verwerfen und nochmals von vorne zu beginnen. Ein weiteres bedeutendes Filmelement war der Einsatz von Farben. Aufgrund der Warnung von verschiedenen Seiten, Kinobesucher ertrügen nicht 80 Minuten grelle Farben, wurden in den Studio-Labors Farben getestet und ausgewertet, um sie in angenehmen Tönen zu halten und gleichzeitig in der gewünschten Schattierung vom Papier auf die Leinwand zu übertragen.
Bekannt wurde im Zusammenhang mit dem unermüdlichen Einsatz für ungewisse Erfolgsaussichten der Begriff “Disney's Folly” (Disneys Torheit), der von Zeitungen und anderen Medien aufgegriffen und zum Inbegriff für das finanzielle Risiko wurde, das Disney einging. Durch den immensen Arbeitsaufwand an Schneewittchen verlängerte sich die Produktionszeit auf fast drei Jahre und verschlang ein Vielfaches des ursprünglich veranschlagten Budgets. Es mussten riesige Kredite von verschiedenen Banken aufgenommen werden, um den Film zu vollenden, sodass die Produktion letztendlich 1,75 Millionen Dollar kostete. Schneewittchen und die sieben Zwerge feierte seine Premiere am 21. Dezember 1937 im Carthay Circle Theatre in Hollywood vor prominentem Publikum und avancierte zu einem Meilenstein der Filmgeschichte. Er spielte über 8,5 Millionen Dollar ein und wurde zum bis dahin erfolgreichsten Film überhaupt. 1939 wurde Disney von der Filmakademie mit einem Ehrenoscar honoriert, der aus einem regulären Oscar sowie sieben symbolischen Miniaturausgaben bestand.
Im Anschluss an den großen Erfolg von Schneewittchen baute Walt Disney ein größeres Studiogebäude in Burbank mit Kosten von 3 Millionen Dollar, wo nunmehr rund 1.500 Mitarbeiter beschäftigt waren. Er plante, jedes Jahr zwei Langfilme zu produzieren, die jedes Mal ihre Vorgänger an Qualität übertreffen sollten. Im Februar 1940 hatte Pinocchio nach zwei Jahren Produktionszeit Premiere. Dieser Film hatte 2,5 Millionen Dollar und damit mehr als Schneewittchen gekostet. Er wurde von der Kritik hoch gelobt und in sieben Sprachen synchronisiert. Allerdings führte der beginnende Zweite Weltkrieg zum Wegfall des europäischen Markts, was sich sowohl negativ auf Pinocchio auswirkte als auch auf den im November 1940 erschienenen Musikfilm Fantasia. Letzterer war ein absolutes Novum, da er als erster Zeichentrickfilm Werke von Komponisten wie Beethoven, Tschaikowski und Strawinsky mit animationstechnischen Szenen vereinte. Das Werk unter der musikalischen Leitung von Leopold Stokowski war der erste Kinofilm, der mit einem Soundtrack in Stereo-Ton versehen war. Dennoch gerieten beide Filme zu finanziellen Misserfolgen, was zur Folge hatte, dass Disney nur mehr schwer Kredite für weitere Großprojekte gewährt bekam.

### Kriegs- und Nachkriegsjahre
Aufgrund der misslichen finanziellen Lage begannen die 1940er Jahre für Walt Disneys Studio äußerst prekär. Der neue Spielfilm Dumbo musste unter relativ bescheidenen Umständen produziert werden. Zusätzlich überschattete ein wochenlanger Streik im Frühjahr 1941 die Studios. Weder Dumbo noch der bereits 1937 begonnene und 1942 fertiggestellte Film Bambi wurden annähernd so erfolgreich wie Schneewittchen, obwohl sie heute zu Disneys größten Klassikern zählen. 1942 erhielt Disney auch für Fantasia einen Ehrenoscar. Während der Kriegsjahre wurden 700 Mitarbeiter der US-Flugabwehr in den Disney-Studios einquartiert und das Studio in staatliche Interessen eingespannt. Sowohl Lern- und Informationsfilme als auch Cartoons zu Propagandazwecken wurden von Disney produziert.

Rechts (im Vordergrund); Besuch von Morro da Portela, Oswaldo Cruz (Stadtteil Rio de Janeiro) bei einem Besuch in Brasilien im Jahre 1941.

Das State Department ersuchte Walt Disney 1941 um eine „Reise des guten Willens“ nach Lateinamerika, wo seine Filme ebenso populär waren, um u. a. das Verständnis zwischen den Völkern zu fördern und in jedem besuchten Land einen kurzen Film zu drehen. Das Ergebnis war der etwa 40-minütige Film Drei Caballeros im Sambafieber (Saludos Amigos), der 1943 in die Kinos kam und sowohl die Reise dokumentiert als auch bekannte Disney-Figuren in südamerikanisches Ambiente einbindet. Als Nachfolger wurde Drei Caballeros produziert, der an dieselben Themen anknüpft und 1945 in die Kinos kam. Zwar spielten die Filme ihre Kosten ein, größere Projekte waren aber weiterhin nicht finanzierbar. Nach Kriegsende war Disneys Studio mit 4 Millionen Dollar verschuldet. Aufgrund des fehlenden Budgets für lange Zeichentrickfilme wurden stattdessen mehrere Cartoons zu abendfüllenden Programmen zusammengestellt und Filme wie Fröhlich, Frei, Spaß dabei und Musik, Tanz und Rhythmus entstanden in der zweiten Hälfte der 1940er Jahre.

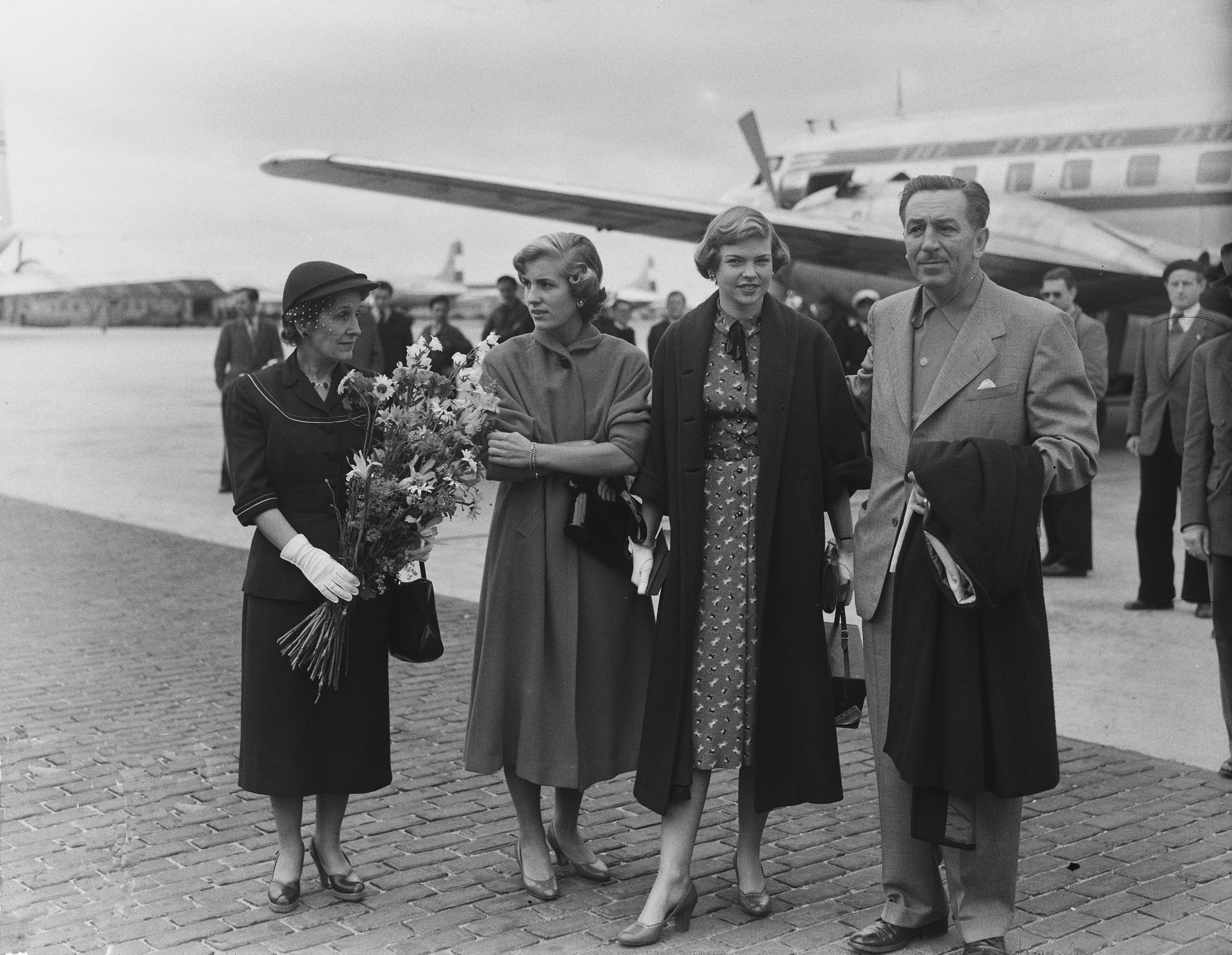
Walt Disney mit Frau und Töchtern auf dem Flughafen Amsterdam Schiphol (1951)

Nach dem Zweiten Weltkrieg produzierte Disney neben weiteren Trickfilmen zahlreiche Abenteuerfilme wie Die Schatzinsel (1950) nach Robert Louis Stevenson oder 20.000 Meilen unter dem Meer (1954) nach Jules Verne und zudem eine Reihe von Dokumentarfilmen. Bereits der erste, Die Robbeninsel (1948), gewann einen Oscar. Weltweit kamen in den nächsten Jahren folgerichtig weitere Tier-Dokumentarfilme ins Kino. Die Disney-Studios selbst nannten ihre Dokumentarfilme über Tiere und Pflanzen True Life Adventures („Abenteuer im Reiche der Natur“). Zusätzlich gab es noch People and Places, eine Dokumentarreihe über verschiedene Länder und deren Bewohner. Durch den Erfolg dieser Filme konnten fortan auch wieder aufwändigere Vorhaben in Angriff genommen werden. Seit 1948 wurde wieder an einem abendfüllenden Märchen gearbeitet und 1950 kam Cinderella in die Kinos, der zum größten Erfolg seit Schneewittchen wurde und die Disney-Studios nach einem Jahrzehnt wieder auf Erfolgskurs brachte.
Der Film Peter Pan aus dem Jahr 1953, dessen Geschichte Walt Disney bereits seit seiner Kindheit fasziniert hatte, wurde zu einem der erfolgreichsten Filme seiner Studios. Im selben Jahr erschien mit Die Wüste lebt der erste abendfüllende Dokumentarfilm, der ebenso zur finanziellen und künstlerischen Sensation wurde und dem bis dahin unter kommerziellen Gesichtspunkten kaum beachteten Genre neuen Auftrieb gab. Die bessere finanzielle Situation ermöglichte Disney die Gründung eines eigenen Filmverleihs, was ihm größere Freiheiten beim Vertrieb und der Vermarktung seiner Filme gab.

### Fernsehpionier und Disneyland
Um an mehr Geld für seine zahlreichen Pläne zu kommen, gehörte Walt Disney Anfang der 1950er Jahre zu den ersten Hollywood-Produzenten, die das aufkommende Fernsehen für sich nutzten. Er schloss einen Vertrag auf sieben Jahre mit dem damaligen Fernsehsender ABC-Paramount über eine TV-Show mit dem Titel Disneyland; im Gegenzug erwarb diese ein Drittel der Aktien einer Gesellschaft zur Finanzierung des geplanten gleichnamigen Vergnügungsparks. Einen weiteren Anteil erwarb Western Publishing, das die Disney-Comics veröffentlichte. Durch die Fernsehshow, die ab Oktober 1954 von den Disney-Studios produziert und wöchentlich auf ABC ausgestrahlt wurde, entwickelte sich Walt Disney zu einer Art „Märchenonkel der Nation“ und damit auch zu einem landesweit beliebten Fernsehmoderator. Sein Gesicht wurde nun noch bekannter, da er im Fernsehen seine neuesten Filme vorstellte, die Kunst der Animation erläuterte oder Filme und Serien anmoderierte.

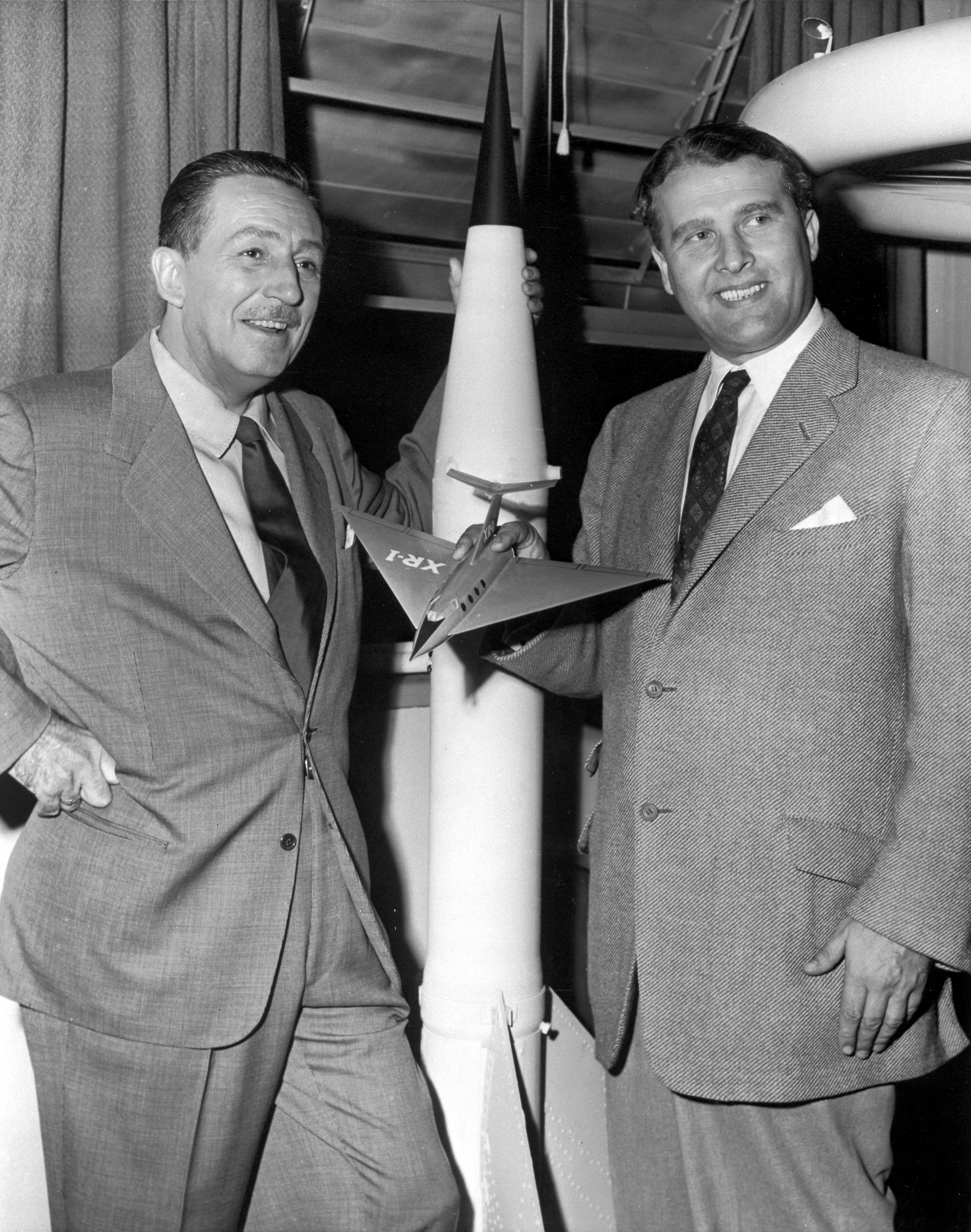
Walt Disney (links) und Wernher von Braun (1954)

Seinen größten Serienhit landete Disney Mitte der 1950er mit Davy Crockett, der Fess Parker zum Star machte und in zwei Filmen ebenfalls ins Kino gelangte. Vorausschauend hatte Disney die meisten seiner Fernsehbeiträge in Farbe drehen lassen, auch wenn der damalige Stand der Technik nur eine Schwarzweiß-Ausstrahlung erlaubte. Die Investitionen zahlten sich durch Kinoauswertungen und spätere Wiederholungen in Farbe aus. Ungewöhnlich waren mehrere Fernseh-Specials, die sich mit den Möglichkeiten der Raumfahrt beschäftigten. Dafür tat sich Disney mit dem Raumfahrtpionier Wernher von Braun zusammen, der die von Ward Kimball gestalteten Filme zusammen mit Disney und anderen moderierte. Mit dem deutschen Physiker und Populärwissenschaftler Heinz Haber schuf Disney das Fernseh-Special Unser Freund das Atom, mit dem – ganz im Sinne der Regierung Eisenhower – das Image der Kernenergie verbessert werden sollte.
Am 17. Juli 1955 eröffnete Walt Disney seinen ersten Vergnügungspark (Disneyland) in Anaheim südlich von Los Angeles und erfüllte sich selbst damit einen jahrzehntelang gehegten Traum. Er kaufte später die Aktien daran zurück, sodass er schließlich zum Alleineigentümer des Vergnügungsparks wurde. Die Gestaltung erfolgte in Zusammenhang mit Zeichnern seiner Studios und ist auch an einen typischen Disney-Film angelehnt. Die Hauptstraße orientiert sich dabei an Marceline, der Stadt seiner frühen Kindheit. Auch die Eisenbahn, die durch das Areal fährt, rührte von Disneys langer Faszination für dieses Transportmittel her. Daneben erschien im selben Jahr mit Susi und Strolch der erste Zeichentrickfilm im Cinemascope-Format. Die Disney-Studios hatten nun mit dem Vergnügungspark, Filmen, Fernsehserien, dazugehöriger Musik, Merchandising und Comics in mehreren Branchen der Unterhaltungsindustrie große kommerzielle Erfolge, wodurch Disneys Imperium immer größer wurde.
Seit 1950 arbeitete man an einer weiteren Märchenadaption, die zwischendurch unterbrochen wurde und schließlich 1959 als Dornröschen in die Kinos kam. Auch dieser Film war im Cinemascope-Verfahren produziert und mit 6 Millionen Dollar Budget zum teuersten Zeichentrickfilm bis dahin geworden. Etwa zur selben Zeit wurde auch die TV-Show Disneyland umbenannt in Walt Disney Presents. Filme und Serien aus verschiedenen Genres wurden präsentiert, u. a. Western-Serien, eine Adaptierung von Zorro oder die Hardy Boys. Für Kinder gab es außerdem den Mickey Mouse Club und eine Vielzahl an Comic-Reihen mit bekannten Disney-Figuren in den Hauptrollen. Obgleich diese allesamt von talentierten Zeichnern verfasst und ausgestaltet wurden, bekamen die meisten nie eine Nennung als Künstler in ihrem Werk. Präsentiert wurden die Comics allesamt mit dem Namen Walt Disneys.

### Letzte Tätigkeiten

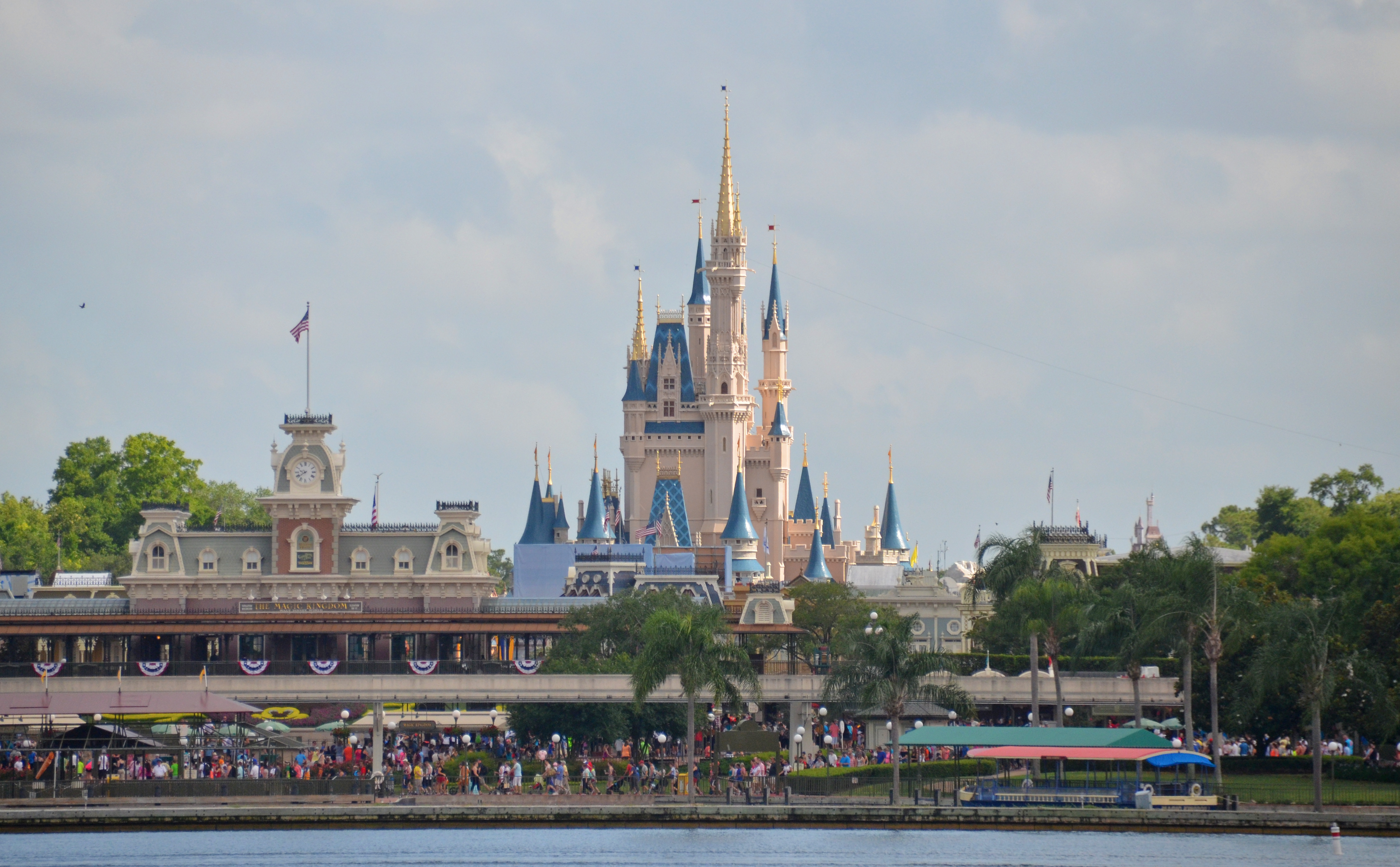
Das Magic Kingdom im Walt Disney World Resort (2015)

Zu Beginn der 1960er Jahre nahm Disney von den Langfilmen seines Studios zunehmend Abstand und konzentrierte sich auf die Weiterentwicklung seines Vergnügungsparks. 1963 besuchten bereits rund 7 Millionen Menschen jährlich Disneyland in Anaheim. 1964 kaufte er das Gelände für den zweiten Park Walt Disney World Resort in Orlando, Florida, der noch erfolgreicher werden sollte, allerdings erst 1971 eröffnet wurde. Teile des sogenannten Florida Project waren, neben dem Park, sowohl eine EPCOT genannte Experimentalstadt als auch ein Flughafen, die beide mit dem Tod von Walt Disney aufgegeben wurden. Ebenfalls 1964 kam der erfolgreichste Disney-Spielfilm, Mary Poppins, heraus, der bei 13 Nominierungen mit fünf Oscars ausgezeichnet wurde. Der letzte Film, an dem Disney persönlich mitwirkte, war Das Dschungelbuch (The Jungle Book), dessen Fertigstellung im Jahr darauf er nicht mehr erlebte.

### Tod

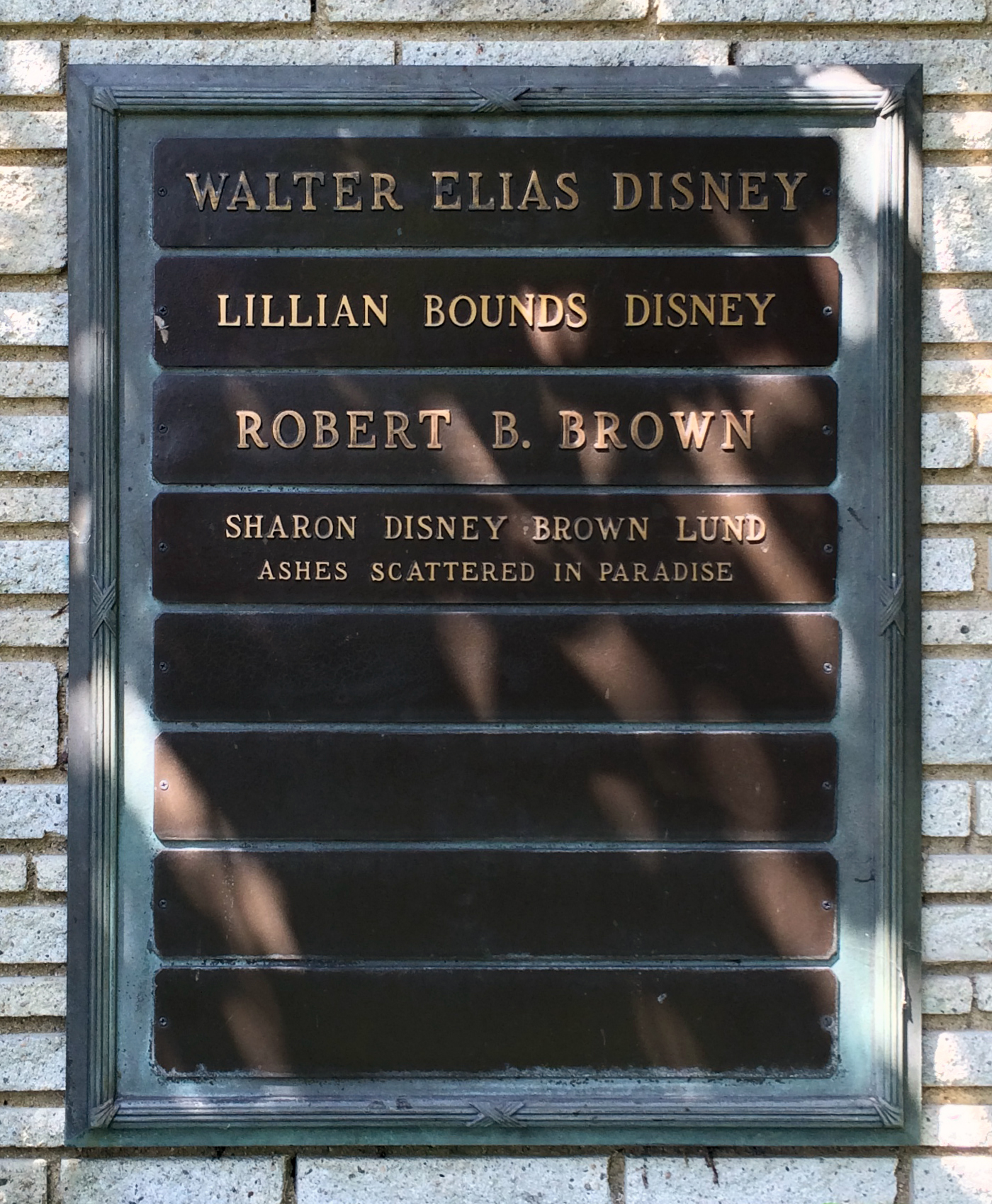
Grab von Walt Disney im Forest Lawn Memorial Park in Glendale, Kalifornien

Am 15. Dezember 1966 starb Walt Disney im Alter von 65 Jahren als starker Raucher nach einer Operation an Lungenkrebs. Er hinterließ Aktien im Wert von 18 Millionen Dollar (nach heutigem Stand etwa 143 Millionen Dollar). Sein Leichnam wurde eingeäschert und im Forest Lawn Memorial Park in Glendale, Kalifornien beerdigt. Sein älterer Bruder Roy übernahm die Walt Disney Productions sowie die Weiterentwicklung des neuen Parks. Nach seinem Tod kam das Gerücht auf, Walt Disney habe sich kryonisch einfrieren lassen. Wann und von wem genau es in Umlauf gebracht wurde, ist nicht bekannt. Dass sich das Gerücht jedoch überhaupt verbreiten konnte und nicht sofort als unwahr abgetan wurde, wird zum einen dem Mangel an Information über Disneys Beisetzung und zum anderen seinem Ruf als technischer Innovator zugeschrieben.

## Gesellschaftspolitische Einstellung
Walt Disney sah sich als Patriot und Antikommunist, besonders nachdem die Gewerkschaften in Hollywood begonnen hatten, auch die Trickfilmzeichner zu organisieren, und sein Betrieb infolgedessen 1941 bestreikt wurde. Ihm wurde eine enge Verbindung zum FBI sowie Missbrauch seiner Zeichentrickproduktion zu Kriegspropagandazwecken vorgeworfen. Er soll als Informant Berichte über kommunistisch aktive Mitarbeiter seines Konzerns an das FBI geliefert haben. Zur Zeit von McCarthy bedeutete dies für die in den Berichten genannten Personen, dass sie inhaftiert oder auf eine schwarze Liste gesetzt wurden. Inwieweit Disney bei seinen Berichten dabei unter Druck gesetzt wurde, ist umstritten. Sicher ist, dass er sich der Konsequenzen seiner Aussagen bewusst war. Eine Gruppe von Filmemachern in Hollywood (The Hollywood Ten) verweigerte dem FBI Berichte dieser Art – und wurde festgenommen.
Politisch war Disney Anhänger der Republikanischen Partei. Er unterstützte unter anderem bei der Präsidentschaftswahl 1964 den äußerst konservativen Republikaner Barry Goldwater, der aber Lyndon B. Johnson deutlich unterlag. 1966 unterstützte er bei den Gouverneurswahlen von Kalifornien seinen Freund, den ebenfalls konservativen Republikaner Ronald Reagan, der gewann.
Im Vorfeld der Präsidentschaftswahl von 1944 bewarb sich Disney als Wahlmann für das Electoral College. Da er sich als Republikaner bewarb, Kalifornien aber das Demokratengespann Roosevelt/Truman wählte, konnte Disney nicht Wahlmann werden.
Siehe zu diesem Thema auch die Dokumente des FBI im Reading Room des FOIA (Freedom of Information Act) über Walt Disney.
Disney galt überdies als homophob. So entließ er den Schauspieler Tommy Kirk, nachdem er von dessen Homosexualität erfahren hatte.

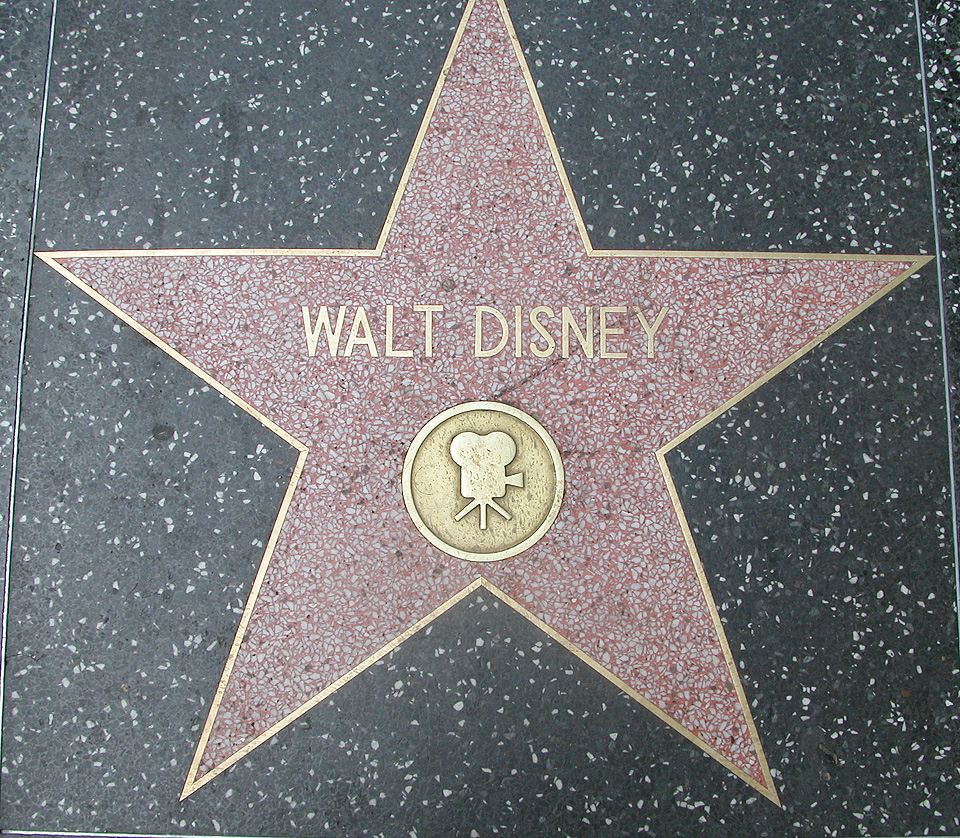
Einer von zwei Sternen von Walt Disney auf dem Hollywood Walk of Fame, in der Kategorie Film.

## Ehrungen und Auszeichnungen
Die folgende Auflistung enthält eine Auswahl von Disneys Auszeichnungen:

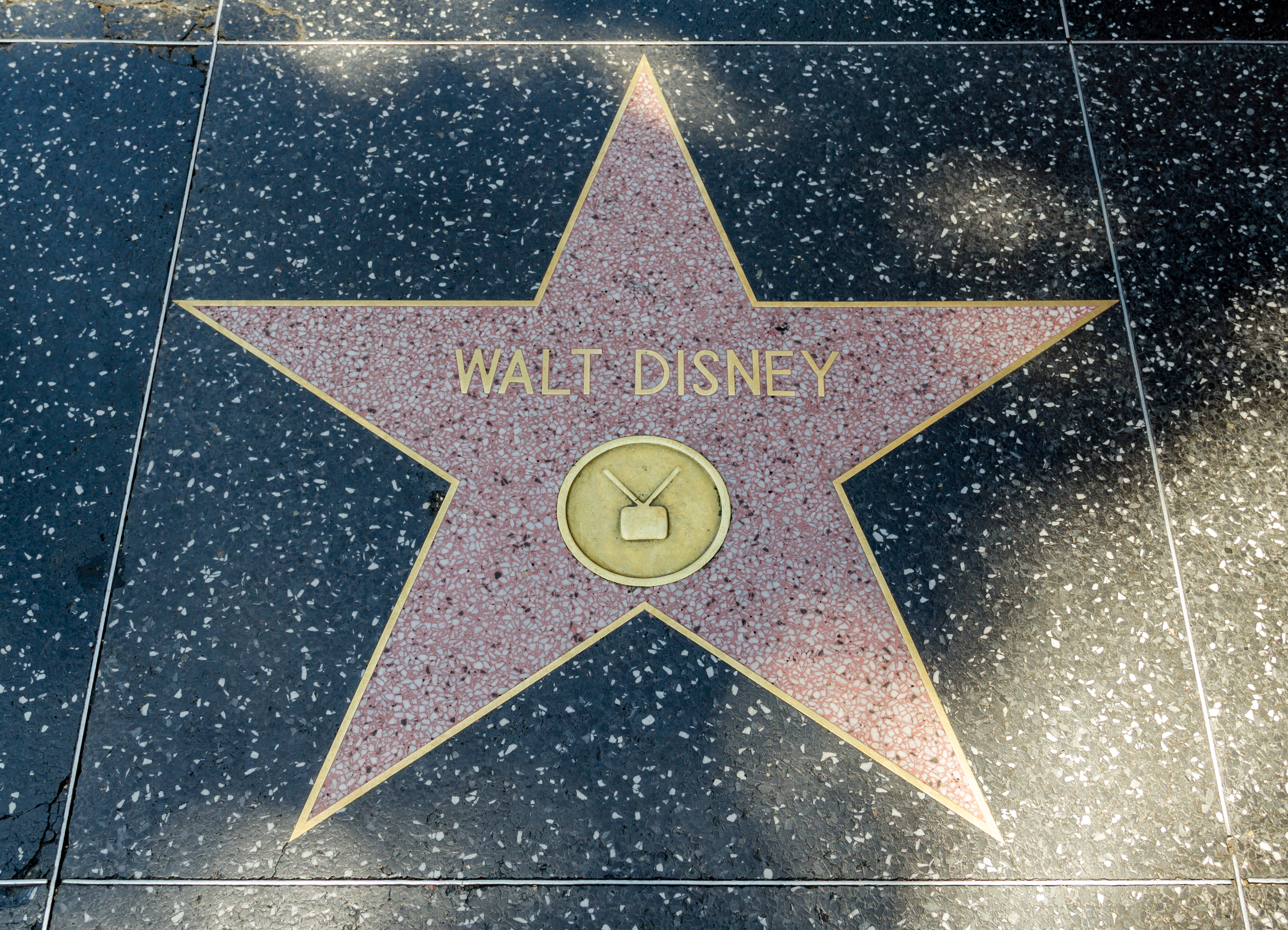
Einer von zwei Sternen von Walt Disney auf dem Hollywood Walk of Fame, in der Kategorie Fernsehen.

### Filmpreise
Academy of Motion Picture Arts and Sciences
Im Laufe seines Lebens sowie postum hat Disney insgesamt 26 Oscars erhalten. Er ist damit der am häufigsten mit diesem Preis ausgezeichnete Filmschaffende. Zudem erhielt er weitere 37 Oscar-Nominierungen, unter anderem 1965 als Produzent von Mary Poppins für den besten Film.

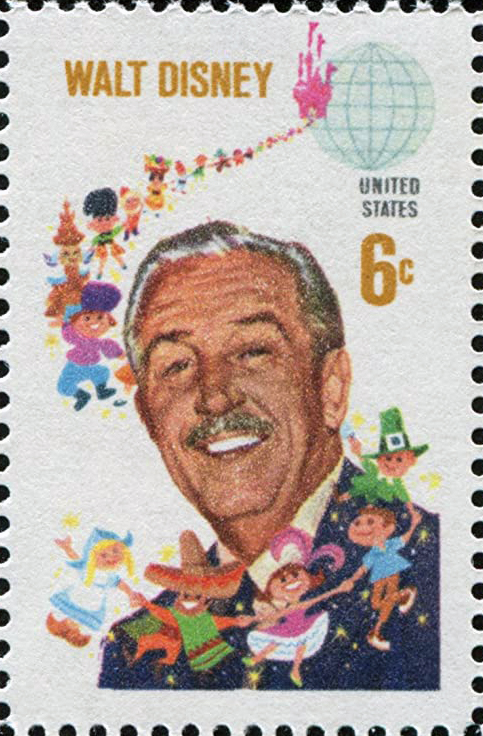
Briefmarke mit dem Bild von Walt Disney aus dem Jahr 1968

- 1932 – Ehrenoscar für die Erschaffung von Micky Maus
- 1932 – Bester Kurzfilm (Cartoon): Flowers and Trees (Von Blumen und Bäumen, 1932)
- 1934 – Bester Kurzfilm (Cartoon): Three Little Pigs (Die drei kleinen Schweinchen, 1933)
- 1935 – Bester Kurzfilm (Cartoon): The Tortoise and the Hare (Die Schildkröte und der Hase, 1934)
- 1936 – Bester Kurzfilm (Cartoon): Three Orphan Kittens (Die drei kleinen Waisenkätzchen, 1935)
- 1937 – Bester Kurzfilm (Cartoon): The Country Cousin (Der Vetter vom Lande, 1936)
- 1938 – Bester Kurzfilm (Cartoon): The Old Mill (Die alte Mühle, 1937)
- 1939 – Bester Kurzfilm (Cartoon): Ferdinand the Bull (Ferdinand, der Stier, 1938)
- 1939 – Ehrenoscar für Snow White and the Seven Dwarfs (Schneewittchen und die sieben Zwerge, 1937)
- 1940 – Bester Kurzfilm (Cartoon): The Ugly Duckling (Das hässliche Entlein, 1939)
- 1942 – Bester Kurzfilm (Cartoon): Lend a Paw (Der herzlose Retter, 1941)
- 1942 – Ehrenoscar (Zertifikat) für einen herausragenden Beitrag zur Verbesserung des Tons in Filmen für Fantasia (Fantasia, 1940) (zusammen mit William E. Garity und J.N.A. Hawkins)
- 1942 – Irving G. Thalberg Memorial Award
- 1943 – Bester Kurzfilm (Cartoon): Der Fuehrer’s Face (1942)
- 1949 – Bester Kurzfilm (Zweiakter): Seal Island (Die Robbeninsel, 1948)
- 1951 – Bester Kurzfilm (Zweiakter): Beaver Valley (Im Tal der Biber, 1950)
- 1952 – Bester Kurzfilm (Zweiakter): Nature's Half Acre (Erde, die große Unbekannte, 1951)
- 1953 – Bester Kurzfilm (Zweiakter): Water Birds (Wasservögel, 1952)
- 1954 – Bester Dokumentarfilm (Langfilm): The Living Desert (Die Wüste lebt, 1953)
- 1954 – Bester Dokumentarfilm (Kurzfilm): The Alaskan Eskimo (1953)
- 1954 – Bester Kurzfilm (Cartoon): Toot Whistle Plunk and Boom (Die Musikstunde, 1953)
- 1954 – Bester Kurzfilm (Zweiakter): Bear Country (Im Lande der Bären, 1953)
- 1955 – Bester Dokumentarfilm (Langfilm): The Vanishing Prairie (Wunder der Prärie, 1954)
- 1956 – Bester Dokumentarfilm (Kurzfilm): Men Against the Arctic (Unternehmen Arktis, 1955)
- 1959 – Bester Kurzfilm (Realfilm): Grand Canyon (Grand Canyon, 1958)
- 1969 – Bester Kurzfilm (Cartoon): Winnie the Pooh and the Blustery Day (Winnie Puuh und das Hundewetter, 1968) – postum

Golden Globe Awards
- 1948 – Spezialpreis für Bambi (Bambi, 1942) – u. a. für die Hindi-Version des Films
- 1953 – Cecil B. DeMille Award für sein Lebenswerk
- 1954 – Spezialpreis für The Living Desert (Die Wüste lebt, 1953)
- 1955 – Preis für Davy Crockett in der Disneyland-Serie
- 1956 – Preis für Mickey Mouse Club

British Film Academy Award
- 1955 – Bester Dokumentarfilm: The Vanishing Prairie (Wunder der Prärie, 1954)
- 1961 – Bester Animationsfilm: 101 Dalmatians (101 Dalmatiner, 1961)

Internationale Filmfestspiele von Cannes
- 1946 – Bester Animationsfilm: Make Mine Music (1946)
- 1953 – Spezialpreis der Jury für seine Beiträge zur Anerkennung des Festivals

David di Donatello
- 1956 – Bester Auslandsfilm: Lady and the Tramp (Susi und Strolch, 1955)

Directors Guild of America
- 1955 – DGA Honorary Life Member Award

Goldene Leinwand
- 1969 – für The Jungle Book (Das Dschungelbuch, 1967) – postum

Laurel Awards
- 1958 – Golden Laurel als Top-Produzent (2. Platz)
- 1959 – Golden Laurel als Top-Produzent (3. Platz)
- 1960 – Golden Laurel als Top-Produzent (2. Platz)
- 1961–1964 – Golden Laurel als Top-Produzent
- 1965, 1966 – Golden Laurel als Produzent
- 1967 – Golden Laurel Spezial-Preis – postum für Disney, „dessen künstlerisches Genie und Liebe zum Leben frohe Familienunterhaltung zu einem Publikum auf der ganzen Welt brachte und fortfährt, jede neue Generation von Kinogängern zu erfreuen“ (“whose artistic genius and love of life brought joyful family entertainment to audiences around the world and continue to delight each new generation of filmgoers”)

Montréal World Film Festival
- 1999 – Grand Prix Special des Amériques – postum, für Disneys außergewöhnliche Beiträge zur Filmkunst; die Auszeichnung nahm seine Tochter Diane Disney Miller entgegen

Motion Picture Screen Cartoonists Awards
- 1987 – Spezialpreis für Snow White and the Seven Dwarfs ( Schneewittchen und die sieben Zwerge, 1937) – postum, Ehrung aus Anlass des 50. Geburtstages des Films

New York Film Critics Circle Awards
- 1939 – Spezialpreis für Snow White and the Seven Dwarfs ( Schneewittchen und die sieben Zwerge, 1937)
- 1940 – Spezialpreis für Fantasia (Fantasia, 1940)

Internationale Filmfestspiele von Venedig
- 1934 – Bester Animationsfilm: Three Little Pigs (Die drei kleinen Schweinchen, 1933)
- 1935 – Bester Animationsfilm: The Band Concert (Mickys Platzkonzert, 1935)
- 1937 – Bester Animationsfilm: Hawaiian Holiday (Ferien auf Hawaii, 1937), Music Land, The Country Cousin (Der Vetter vom Land, 1936), The Old Mill (Die alte Mühle, 1937), Alpine Climbers (Die Gipfelstürmer, 1936) und Mickey’s Polo Team (Mickys Polo-Team, 1936)
- 1938 – Grand Biennale Great Art Trophy für Snow White and the Seven Dwarfs (Schneewittchen und die sieben Zwerge, 1937)
- 1948 – Bester Animationsfilm: Melody Time (Musik, Tanz, Rhythmus, 1948)
- 1950 – Spezialpreis der Jury für Cinderella (1950)
- 1950 – Spezialpreis der Jury für Beaver Valley (1950)
- 1951 – Bester Dokumentarfilm: Nature’s Half Acre (1951)

Emmy Awards
- 1954 – Operation Undersea (ABC) – Bestes Einzelprogramm des Jahres
- 1954 – Disneyland (ABC) – Beste Varieté-Serie mit Musikeinlagen
- 1955 – Disneyland (ABC) – Beste Action- oder Abenteuerserie
- 1962, 1963 – Walt Disney’s Wonderful World of Color (NBC) – Herausragende Programmerrungenschaft auf dem Feld der Kinderprogramme

Annie Awards
- 1975 – Winsor McCay Award – postum

Hollywood Walk of Fame
Disney hat auf dem berühmten „Walk of Fame“ (Hollywood Boulevard) gleich zwei Sterne, einen für sein Filmschaffen und einen für seine Fernseharbeit.

### Sonstige Ehrungen
- 1935 – Medaille des Völkerbunds für die Micky Maus
- 1935 – Ritter der Ehrenlegion
- 1937 – Medaille der US-Handelskammer für die Wahl zum „Herausragenden jungen Mann des Jahres 1936“
- 1938 – Verleihung des Titels Magister Artium h.c. durch die Universität Harvard für seine Tätigkeit als Filmemacher und Cartoonist
- 1938 – Verleihung des Titels Master of Fine Arts (Magister der schönen Künste) h.c. durch die Universität Yale als „Erfinder einer neuen Kunstsprache“
- 1956 – Bundesverdienstkreuz 1. Klasse
- 1962 – Großes Ehrenzeichen für Verdienste um die Republik Österreich[12]
- 1964 – Presidential Medal of Freedom
- 1968 – Congressional Gold Medal – postum

## Dokumentarfilme
- Walt Disneys wunderbare Märchenwelt. 55 Min. Ein Film von Andrew Snell. USA 1992.[13][14]
- Walt Disney: One Man's Dream. 15 Min. Ein Film von John Doe. USA 2001.[15]
- Walt: The Man Behind the Myth. 87 Min. Ein Film von Jean-Pierre Isbouts, Katherine Greene und Richard Greene. USA 2001.[16]
- Walt Disney – Der Zauberer. 2 Teile. 221 Min. Ein Film von Sarah Colt, Tom Jennings und Mark Zwonitzer. USA 2015.[17][18]
- Walt Disney. (= Autopsy – Prominente Todesfälle. Staffel 5, Folge 18). 42 Min. USA 2020.[19]

### Biografien
- Diane Disney Miller: Mein Vater Walt Disney. Nacherzählt von Pete Martin. (OT: The Story of Walt Disney). 238 S. C.Bertelsmann Verlag, 1958.
- Bob Thomas: Walt Disney. Die Original-Biographie. (OT: Walt Disney – An American Original) Ehapa, Stuttgart 1986, ISBN 3-7704-0705-9.
- Reinhold Reitberger: Walt Disney. Mit Selbstzeugnissen und Bilddokumenten dargestellt. 384 S. Rowohlt, Reinbek bei Hamburg 1987, ISBN 3-499-50226-7.
- Richard Schickel: Disneys Welt. Zeit, Leben, Kunst & Kommerz des Walt Disney. (OT: The Disney Version. The Life, Times, Art and Commerce of Walt Disney). 301 S. Kadmos, Berlin 1997, ISBN 3-931659-10-0.
- Andreas Platthaus: Von Mann und Maus. Die Welt des Walt Disney. 256 S. Henschel, Berlin 2001, ISBN 3-89487-402-3.
- Neal Gabler: Walt Disney. The Triumph of the American Imagination. 847 S. Knopf, New York 2006, ISBN 978-0-679-43822-9.
- Louise Krasniewicz: Walt Disney : a biography. Greenwood, Santa Barbara (Calif.) 2010, ISBN 978-0-313-35830-2.

### Filmbücher und Studien
- Christopher Finch: Walt Disney’s America. Abbeville Press, New York 1978, ISBN 0-89659-000-3.
- Frank Thomas, Ollie Johnston: Disney Animation. The Illusion of Life. 575 S. Abbeville Press, New York 1981, ISBN 0-89659-698-2.
- Christopher Finch: Walt Disney. Sein Leben – seine Kunst (Originaltitel: The Art of Walt Disney. From Mickey Mouse to the Magic Kingdoms). Deutsch von Renate Witting. (Limitierte Exklusivausgabe.) Ehapa-Verlag, Stuttgart 1984, ISBN 3-7704-0171-9.
  - (englischsprachige Ausgabe: The Art of Walt Disney. From Mickey Mouse to the Magic Kingdoms. Abrams, New York 2004, ISBN 0-8109-4964-4).
- Elmar Biebl, Dirk Manthey, Jörg Altendorf et al.: Die Filme von Walt Disney. Die Zauberwelt des Zeichentricks. 2. Auflage. Milchstraße, Hamburg 1993, ISBN 3-89324-117-5.
- Leonard Maltin: The Disney Films. 3. Auflage. 384 S. Hyperion, New York 1995, ISBN 0-7868-8137-2.
- Dave Smith: Disney A to Z. The Official Encyclopedia. 564 S. Hyperion, New York 1996, ISBN 0-7868-6223-8.
- Richard Schickel: Disneys Welt. Zeit, Leben, Kunst & Kommerz des Walt Disney. 300 S., Kadmos-Verlag 1997, ISBN 3-931659-10-0.
- Robert B. Sherman, Richard M. Sherman et al.: Walt's Time. From Before to Beyond. 252 S. Camphor Tree, Santa Clarita 1998, ISBN 0-9646059-3-7.
- Steven Watts: The Magic Kingdom. Walt Disney and the American Way of Life. 526 S., University of Missouri Press, 2001, ISBN 0-8262-1379-0.
- Charles Solomon, Kenneth Shue: Walt Disney’s Children’s Classics, 376 S., TASCHEN, Köln, 2025, ISBN 978-3-8365-9925-2